# 约翰·博因顿·普里斯特利

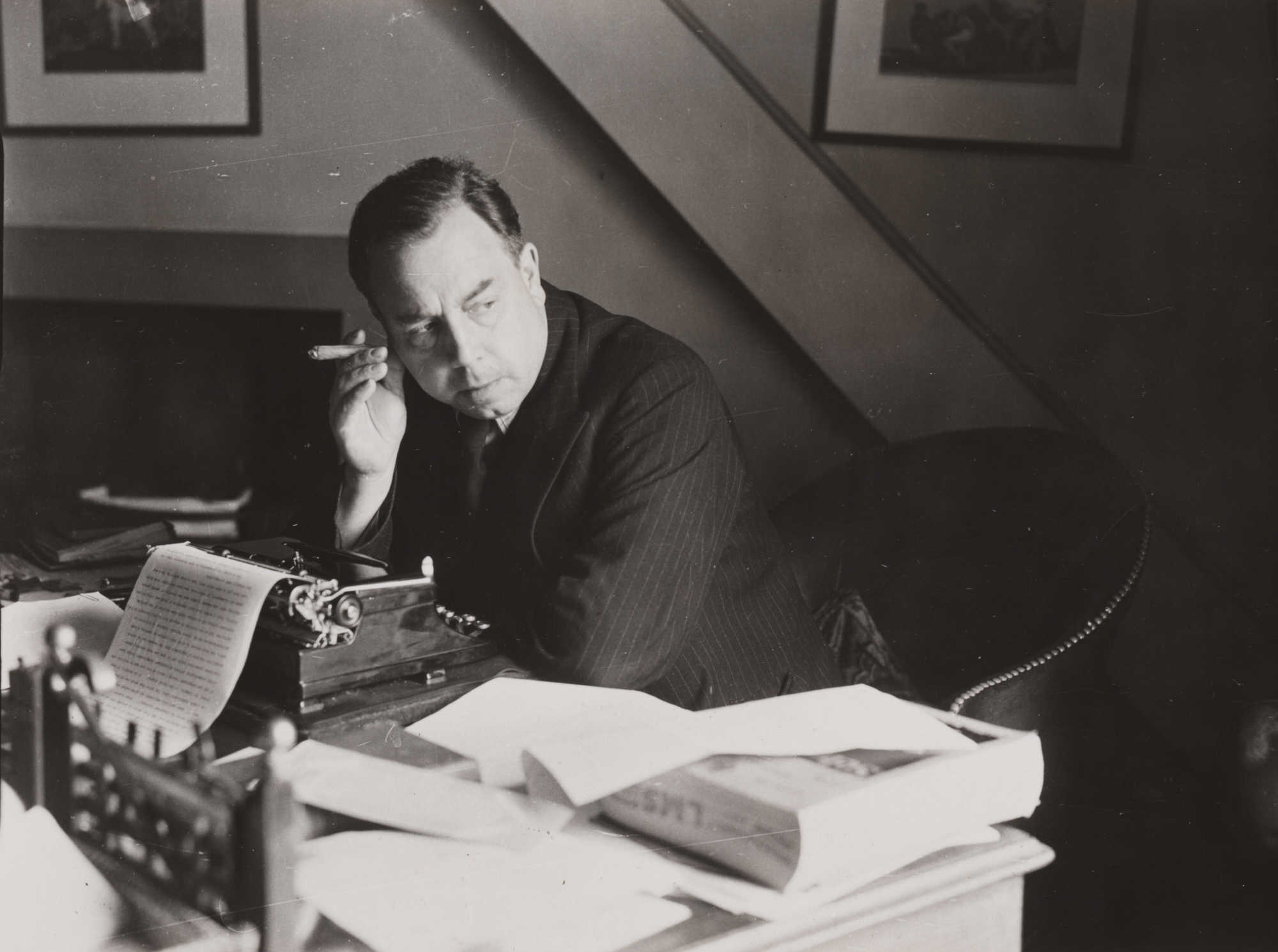
约翰·博因顿·普里斯特利

约翰·博因顿·普里斯特利 OM（1894年9月13日 - 1984年8月14日）是一位英国小说家、剧作家、编剧、广播员。 普里斯特利曾獲頒詹姆斯·泰特·布莱克纪念奖。他最終因肺炎去世。 